# Conversión (ejército)
En el ámbito militar, se llama conversión al movimiento veloz de una tropa que maniobra o combate y consiste en cambiar su frente hacia su derecha 
Hay dos tipos de conversión: 
- La primera se ejecuta enteramente y con la misma dirección sobre el hombre que sirve de eje, que se coloca a la extremidad o costado del cuerpo que conversa
- Para efectuar la segunda se establece el guía al frente de la tropa que debe conversar en el punto central del movimiento.